# Négril
Ne doit pas être confondu avec Negril (homonymie).
Colaspidema barbarum
Espèce
Le négril (Colaspidema barbarum) est une espèce d'insectes coléoptères nuisible de la famille des chrysomèles. Sa larve, très vorace, s'attaque principalement à la luzerne ce qui lui vaut parfois l'appellation de négril de la luzerne.

## Synonyme
- Colaspidema atrum Olivier, 1790